# Hangerga, Aurad
Hangerga là một làng thuộc tehsil Aurad, huyện Bidar, bang Karnataka, Ấn Độ.